# 紫雲坪植茗靈園記岩刻
紫雲坪植茗靈園記岩刻位於四川省萬源縣石窩鄉，文物遺址年代判定為宋。1991年4月16日公佈為四川省第三批文物保護單位。